# Ен-Мендурана
Ен-Мендурана (Ен-мен-дур-ана) (шум. En-men-dur-ana, Emmeduranki) — 7-й додинастичний цар легендарного періоду до Великого потопу, засновник династії й єдиний відомий міфічний цар четвертого міста-держави стародавнього Шумеру — Сіппара, розташованого на півдні давньої Месопотамії. Йому приписують божественне походження.
Його ім'я згадується в Ніппурськом царському списку, згідно з яким Ен-Мендурана був царем Сіппара, в якому правив 21 000 років. Після його смерті новим царем став Убар-Туту, який правив уже в місті Шуруппак .
Існує міф, написаний семітською мовою, згідно з яким Ен-Мендурана був забраний на небо богами Шамашем і Ададом і навчав таємниць небес і землі. Зокрема він навчав мистецтва передбачення      .
Ен-Мендурану іноді ототожнюють з біблійним патріархом Енохом , також узятим на небо. Підставою для цього послужило те, що і Ен-Мендурана, і Енох - сьомі в списку патріархів-довгожителів. Також згідно Біблії Енох прожив 365 років, а Ен-Мендурана жив в Сіппарі, пов'язаним з культом сонця (в сонячному циклі 365 днів) .